# 秦滅齊之戰
秦滅齊之戰，是發生於公元前221年（秦王政二十六年、齊王建四十四年）的一場戰爭。此戰由秦將王賁率領，大軍直入齊都臨淄，齊王建不戰而降。此後秦國一統天下。

## 背景
公元前264年，齐王田建即位，由母亲君王后辅佐。前249年，君王后死後后勝相齊，秦國重金收買后勝及使秦的賓客，使齊國既不合縱抗秦，也不加強戰備，結果在秦國持續的攻勢之下五國相繼破滅。在秦國擊敗魏國置東郡（前242年）後，齊王建仍在前237年（齊王建二十八年）入朝秦國。秦國在前225年（齊王建四十年）滅魏後開始在歷下之地（今山東省濟南市歷下區）陳兵威脅齊國；至前222年（齊王建四十三年），秦先後消滅了燕、代，至此六國僅餘齊國尚存。

## 經過
秦滅五國後，齊王及后勝才頓感到秦國的威脅，慌忙將軍隊集結到西部邊境。公元前221年（秦王政二十六年、齊王建四十四年），秦王嬴政以齊拒絕與秦通使為由，命王賁、李信及蒙恬攻齊。王賁在燕地率军南下，大軍直抵齐都临淄（今山東淄博北），齊國西部的軍隊未能回援，以致臨淄民眾措手不及，不敢抵抗。秦使陳馳以五百里封地誘騙齊王建投降，齊王建聽信后勝建議，不聽即墨大夫之言，不戰而降前往秦國，結果被俘後遷往共地（於今河南省輝縣）松柏樹林之中，最終餓死。齊國百姓怨恨齊王建不及早與諸侯合縱攻秦，聽信姦臣賓客之言，致使國家滅亡，因而編出歌謠說：“是松樹嗎？還是柏樹嗎？讓齊王建住到共地的的難道不是賓客嗎？”

## 影響
秦滅齊後，在齐地设置齐郡和琅邪郡。此戰後秦正式統一六國，结束中国自春秋時代以来长达500多年的诸侯割据纷争的局面。